# Sống núi giữa Đại Tây Dương

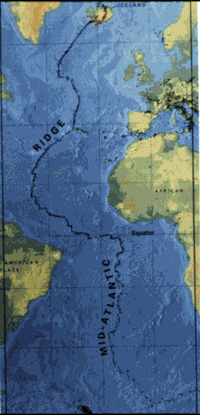
Vị trí của sống núi giữa Đại Tây Dương

Sống núi là trung tâm của sự tan vỡ siêu lục địa Pangaea cách đây 180 triệu năm.

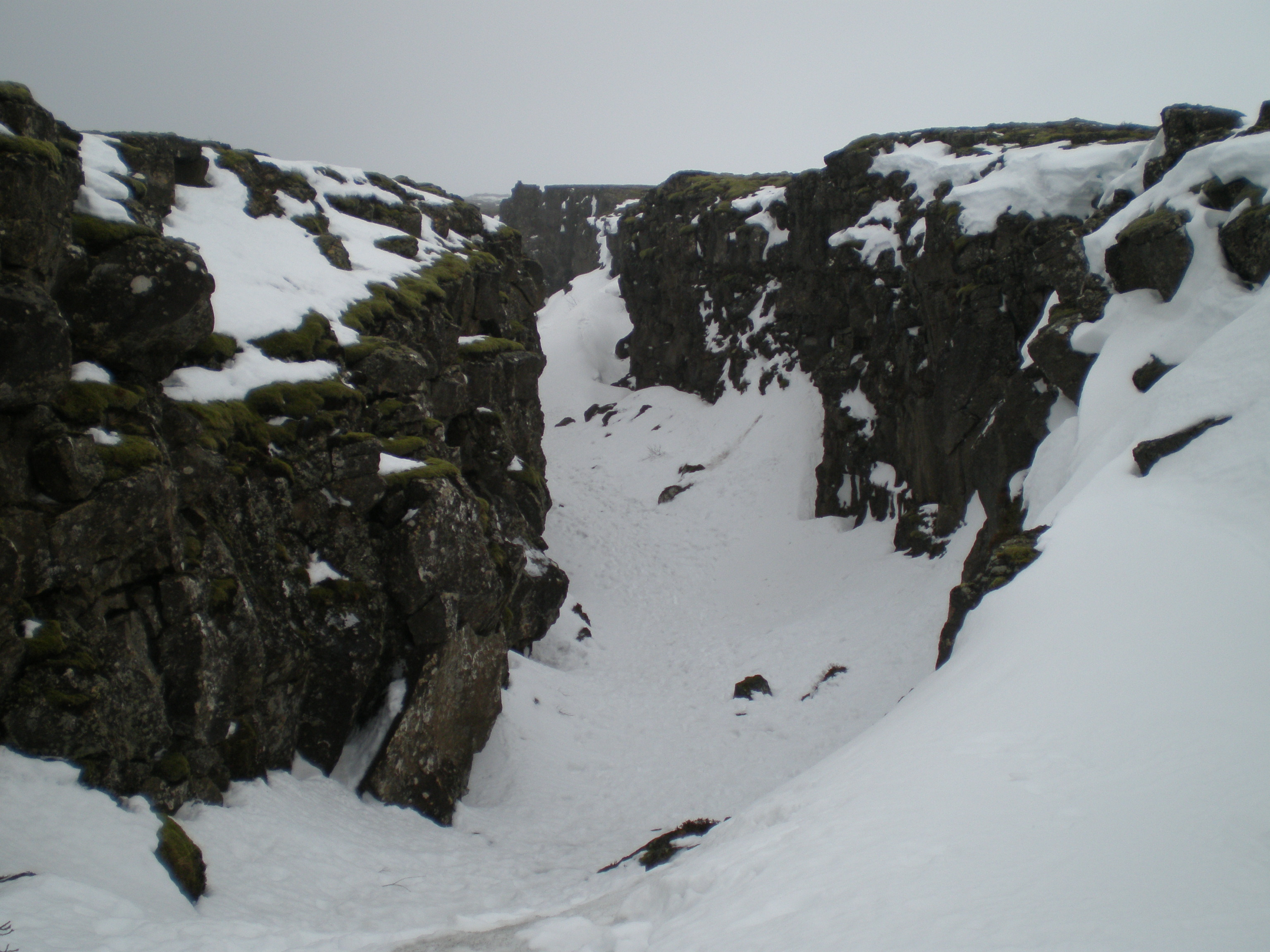
Một vết nứt chạy dọc theo sống núi giữa Đại Tây Dương ở Iceland

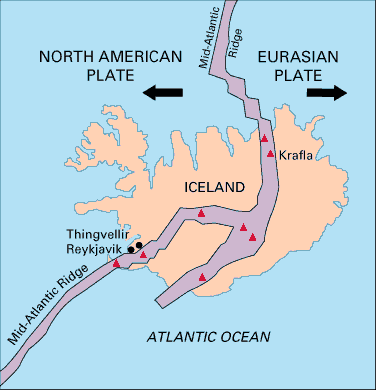
Sống núi giữa Đại Tây Dương ở Iceland

Sống núi giữa Đại Tây Dương là một sống núi giữa đại dương, cũng là ranh giới mảng tách giãn chạy giữa đáy của Đại Tây Dương, và là dãy núi dài nhất trên thế giới. Nó chia tách mảng Á-Âu với mảng Bắc Mỹ ở phía Bắc Đại Tây Dương, và mảng châu Phi với mảng Nam Mỹ ở phía Nam Đại Tây Dương. Sống núi này kéo dài từ điểm nối ba với sống núi Gakkel (sống núi giữa Bắc Băng Dương) phía đông nam Greenland về phía nam đến nối ba Bouvet ở Nam Đại Tây Dương. Mặc dù sống núi giữa Đại Tây Dương hầu hết nằm dưới nước, một phần trong đó có thể cao hơn mực nước biển. Các phần của sống núi bao gồm quần đảo Iceland hay còn được gọi là sống núi Reykjanes.

## Phát hiện
Dãy núi dưới Đại Tây Dương lần đầu tiên được Matthew Fontaine Maury nói đến vào năm 1850. Dãy núi này được phát hiện trong quá trình thám hiểm của HMS Challenger vào năm 1872. Một nhóm các nhà khoa học trên tàu với sự dẫn đầu của Charles Wyville Thomson, đã phát hiện một đới nâng lớn nằm giữa Đại Tây Dương trong khi thăm dò địa hình để đặt cáp viễn thông xuyên Đại Tây Dương. Sự tồn tại của một sống núi như thế đã được xác nhận bởi tàu ngầm của Hoa Kỳ năm 1925. Vào thập niên 1950, bản đồ đáy đại dương trên Trái Đất được thành lập bởi Bruce Heezen, Maurice Ewing, Marie Tharp và những người khác, cho thấy rằng sống núi giữa Đại Tây Dương có địa hình đáy biển rất kỳ lạ bao gồm các thung lũng và các dãy núi, với thung lũng trung tâm có hoạt động địa chấn và là chấn tâm của một số trận động đất. Ewing và Heezen đã phát hiện rằng sống núi là một phần trong tổng số 40.000 km của hệ thống các sống núi giữa đại dương kéo dài liên tục trên đáy của tất cả các đại dương trên Trái Đất.
Việc phát hiện ra hệ thống sống núi toàn cầu dẫn đến học thuyết tách giãn đáy biển và sự chấp nhận một cách tổng quát về học thuyết trôi dạt lục địa của Alfred Wegener.

## Các điểm đặc biệt dọc theo sống núi
Sống núi giữa Đại Tây Dương bao gồm cả thung lũng tách giãn nằm dưới sâu chạy dọc theo trung của sống núi và hầu như chạy dọc theo toàn chiều dài của sống núi. Thung lũng này đánh dấu một ranh giới hiển nhiên giữa các mảng kiến tạo, nơi mà macma từ dưới quyển manti tràn lên bề mặt đáy biển và phun trào ở dạng dung nham để tạo thành các vật liệu vỏ mới của các mảng.
Ở gần xích đạo, sống núi giữa Đại Tây Dương bị cắt ra thành sống núi Bắc Đại Tây Dương và sống núi Nam Đại Tây Dương bởi rãnh Romanche, đó là một rãnh đại dương hẹp với độ sâu tối đa là 7,758 m (25,453 ft), là một trong những vị trí sâu nhất của Đại Tây Dương. Tuy nhiên, rãnh này không liên quan gì đến ranh giới giữa các mảng Bắc Mỹ và Nam Mỹ, cũng như các mảng Á-Âu và châu Phi.

## Quần đảo thuộc sống núi giữa Đại Tây Dương
Các quần đảo từ bắc đến nam được liệt kê bên dưới kèm theo độ cao đỉnh cũng như vị trí của chúng:
Bắc bán cầu (sống núi Bắc Đại Tây Dương):
1. Jan Mayen (Beerenberg, 2.277 m (71° 06' vĩ bắc, 08° 12' kinh tây), thuộc Bắc Băng Dương
2. Iceland (Hvannadalshnúkur ở Vatnajökull, 2.109,6 m (64° 01' vĩ bắc, 16° 41' kinh tây), sống núi xuyên qua
3. Açores (Ponta do Pico hay Pico Alto, trên đảo Pico, 2.351 m, tại tọa độ (38°28′0″B 28°24′0″T / 38,46667°B 28,4°T)
4. Bermuda (Town Hill, trên đảo Main, 76 m (32° 18′ vĩ bắc, 64° 47′ kinh tây) (Bermuda được hình thành trên sống núi, nhưng hiện tại nằm về phía tây của sống núi)
5. Đảo đá Saint Peter và Paul (Đảo Tây Nam, 22,5 m, tại toạ độ 00°55′8″B 29°20′35″T / 0,91889°B 29,34306°T)

Nam bán cầu (sống núi nam Đại Tây Dương):
1. Đảo Ascension (đỉnh là núi Green, 859 m, 7° 59' vĩ nam, 14° 25' kinh tây)
2. Tristan da Cunha (đỉnh Queen Mary, 2.062 m, 37° 05' vĩ nam, 12° 17' kinh tây)
3. Đảo Gough (đỉnh Edinburgh, 909 m, 40° 20' vĩ nam, 10° 00' kinh tây)
4. Đảo Bouvet (Olavtoppen, 780 m, 54° 24' vĩ nam, 03° 21' kinh đông)

## Địa chất
Giải thích một cách tổng quát về các sống núi giữa đại dương có thể xem thêm sống núi giữa đại dương và tách giãn đáy biển
Sống núi thực chất là điểm nằm trên cao của đới nâng giữa Đại Tây Dương là chỗ đang nhô lên chạy dọc theo chiều dài của Đại Tây Dương với phần đỉnh là các điểm cao nhất của đường nhô lên này. Các chỗ nhô cao này là do lực của dòng đối lưu bên trong quyển mềm đẩy vỏ đại dương và thạch quyển lên.
Ranh giới tách giãn hình thành đầu tiên trong kỷ Trias khi một loạt các địa hào ba nhánh hợp lại trên siêu lục địa Pangaea để hình thành sống núi. Thường thì chỉ hai trong ba nhánh của địa hào dạng như trên cấu thành nên một ranh giới tách giãn. Các nhánh không thành công trong việc tách giãn được gọi là aulacogen, và các aulacogen của sống núi giữa Đại Tây Dương thậm chí trở thành các thung lũng sông lớn được thấy dọc theo châu Mỹ và châu Phi (bao gồm cả sông Mississippi, sông Amazon và sông Niger).
Sống núi nằm sâu khoảng 2.500 mét (8.200 ft) dưới mực nước biển, trong khi các sườn của nó nằm sâu hơn 5.000 mét.
Bồn trũng Fundy trên Đại Tây Dương dọc theo bờ biển Bắc Mỹ giữa New Brunswick và Nova Scotia ở Canada là một dấu hiệu của sống núi giữa Đại Tây Dương cổ.